# Tecvia
Tecvia Media und Tecvia (vormals: Springer Fachmedien, davor Springer Business Media) sind eine Verlagsgruppe mit Sitz in München.

## Geschichte
Das Unternehmen wurde am 13. September 1935 als Verlag Heinrich Vogel gegründet, mit dem Ziel, die wachsenden Verkehrsverwaltungen mit praxisgerechten behördlichen Formularen zu unterstützen.
Als erste Fachzeitschrift nach dem Zweiten Weltkrieg erschien 1946 die Verkehrsrundschau.
Die Bayrische Landesverkehrswacht wurde vier Jahre später von Heinrich Vogel gegründet und das Thema „Verkehrssicherheit“ zum inhaltlichen Schwerpunkt des Verlags.
Der Verkauf des Verlags erfolgte 1970 an die Bertelsmann AG, die den Fachbereich Verkehr zu diesem Zeitpunkt aufbaute.
1991 wird der Tochterverlag Verlag Heinrich Vogel Schweiz mit Sitz in Urdorf gegründet. Zehn Jahre später übernimmt der Verlag Die Führerprüfung (2001). Im Jahr 2005 wird ffs Fahrlehrerfachschule übernommen. Die AH Verlags GmbH (Bern) wird 2008 übernommen.
Im Zuge des Verkaufs der BertelsmannSpringer-Gruppe an die Investoren Cinven und Candover wurde der Verlag Heinrich Vogel 2003 Teil von Springer Science+Business Media.
Im Jahr 2005 verschmolzen der Verlag Heinrich Vogel und der Autohaus Verlag zur Springer Transport Media GmbH und 
2010 zu Springer Fachmedien München GmbH in Deutschland. 2023 wurde aus Springer Fachmedien München GmbH die Tecvia GmbH. Diese wurde im Juni 2025 in 2 Firmen geteilt: Tecvia GmbH mit der Verlagsmarke Vogel-System und Tecvia Media GmbH mit den Verlagsmarken Verlag Heinrich Vogel, Auto Business Media und Binnenschifffahrts-Verlag.
Die Produktpalette reicht von Fachbüchern, Fachzeitschriften, über Online-Lösungen bis zu Veranstaltungen.